# Burg Klein Rosenburg
Die Burg Klein Rosenburg, auch Schloss Groß Rosenburg oder auch Rosenburg genannt, ist ein denkmalgeschütztes Bauwerk in Klein Rosenburg, einem Ortsteil der Stadt Barby im Salzlandkreis in Sachsen-Anhalt. Die Burg ist als zweitälteste Hochburganlage eine der bedeutendsten in Deutschland.
Im örtlichen Denkmalverzeichnis ist die Burg unter der Erfassungsnummer 094 60279 als Baudenkmal und unter der Erfassungsnummer 428310202 seit 1960 als Bodendenkmal verzeichnet.

## Geschichte

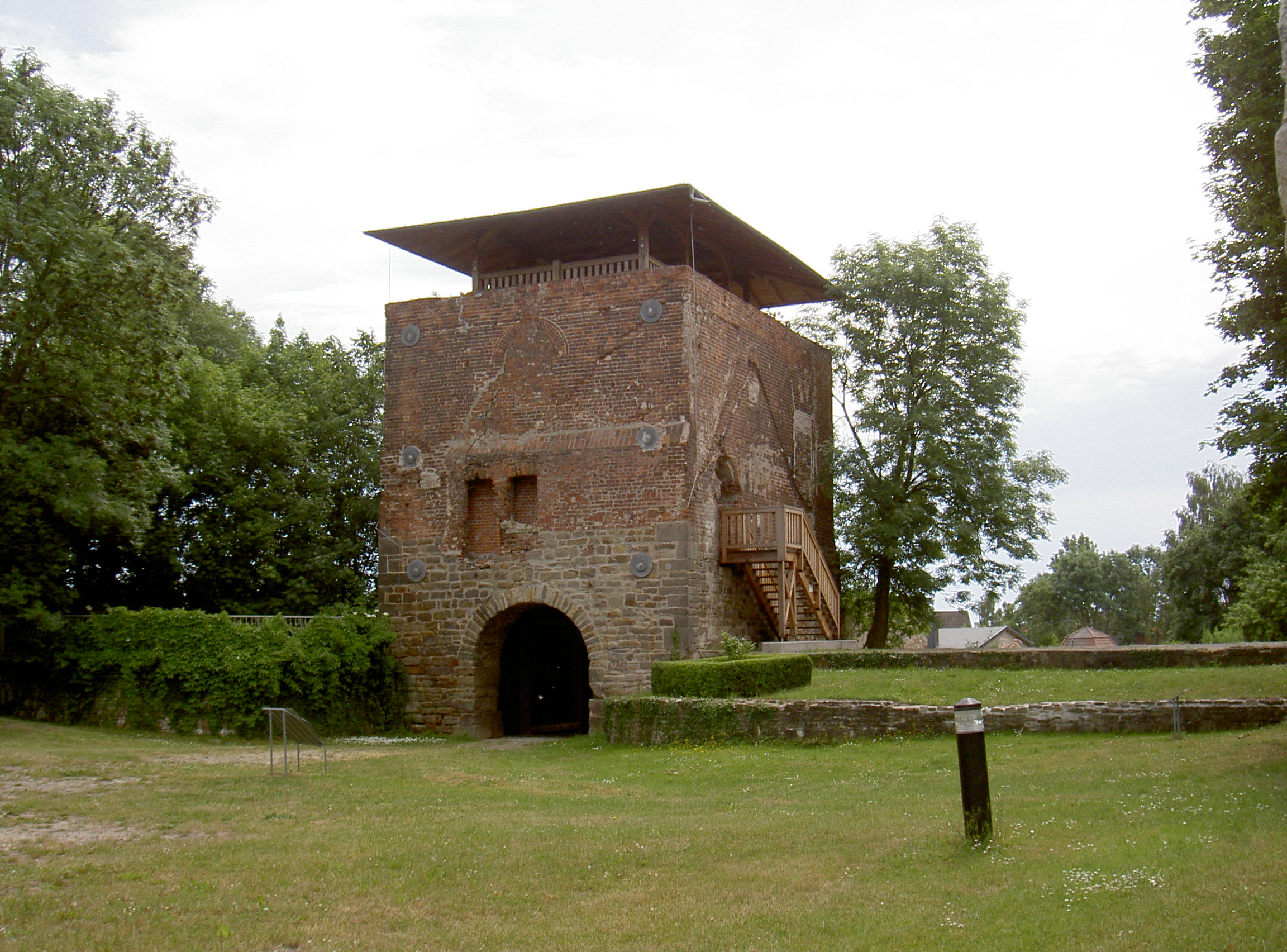
Torturm der doppelten Toranlage

Die Niederungsburg war eine mittelalterliche Rundburg deren erste Erwähnung, als Rosburg in einer Schenkungsurkunde der Ottonen an das Erzbistum Magdeburg, auf das Jahr 965 datiert. Sie stand auf einer Anhöhe am Rande der Saale-Niederung und war die letzte Burg vor der Mündung der Saale in die Elbe. Die Doppeltoranlage wurde im 12. Jahrhundert errichtet und der Zwinger im 16. Jahrhundert. Von 1717 bis 1936 war die Burg Sitz eines preußischen Amtes und einer Domäne. Ab ca. 1770 erfolgte der Umbau der Burg zu einem Schloss, 1798 wieder abgebrochen und durch die Grafen von Barby als Amtshaus im Renaissancestil mit rundem Eckerker neu errichtet und als Residenz genutzt. 1937 erfolgte der Ausbau zu einer Gauschulungsburg. Im April 1945 brannte die Anlage teilweise aus und wurde zusammen mit den Wirtschaftsgebäuden im Laufe desselben Jahres abgebrochen, so dass von der Anlage nur der ursprüngliche Burggraben, die Ringmauer und die doppelte Toranlage mit romanischem Torturm beim Vortor erhalten blieben. Die Burgruine wurde 1995 wieder freigelegt. Es fand eine Teilrestaurierung statt, bei der auch neue Teiche und ein neuer Park angelegt wurden.

## Beschreibung
Bei der Burgruine handelt es sich um eine ehemalige Rundburg bzw. Uferrandburg, mit abgebrochenem Renaissanceschloss, Doppeltoranlage und Burgkeller mit Tonnen- und Kreuzgewölbe, von denen noch Gebäudereste erhalten sind. Die Burganlage hatte einen Durchmesser von ca. 115 m. Sie liegt am westlichen Rand des Ortes, nördlich der Burg fließt die Saale vorbei.

## Schwurhand

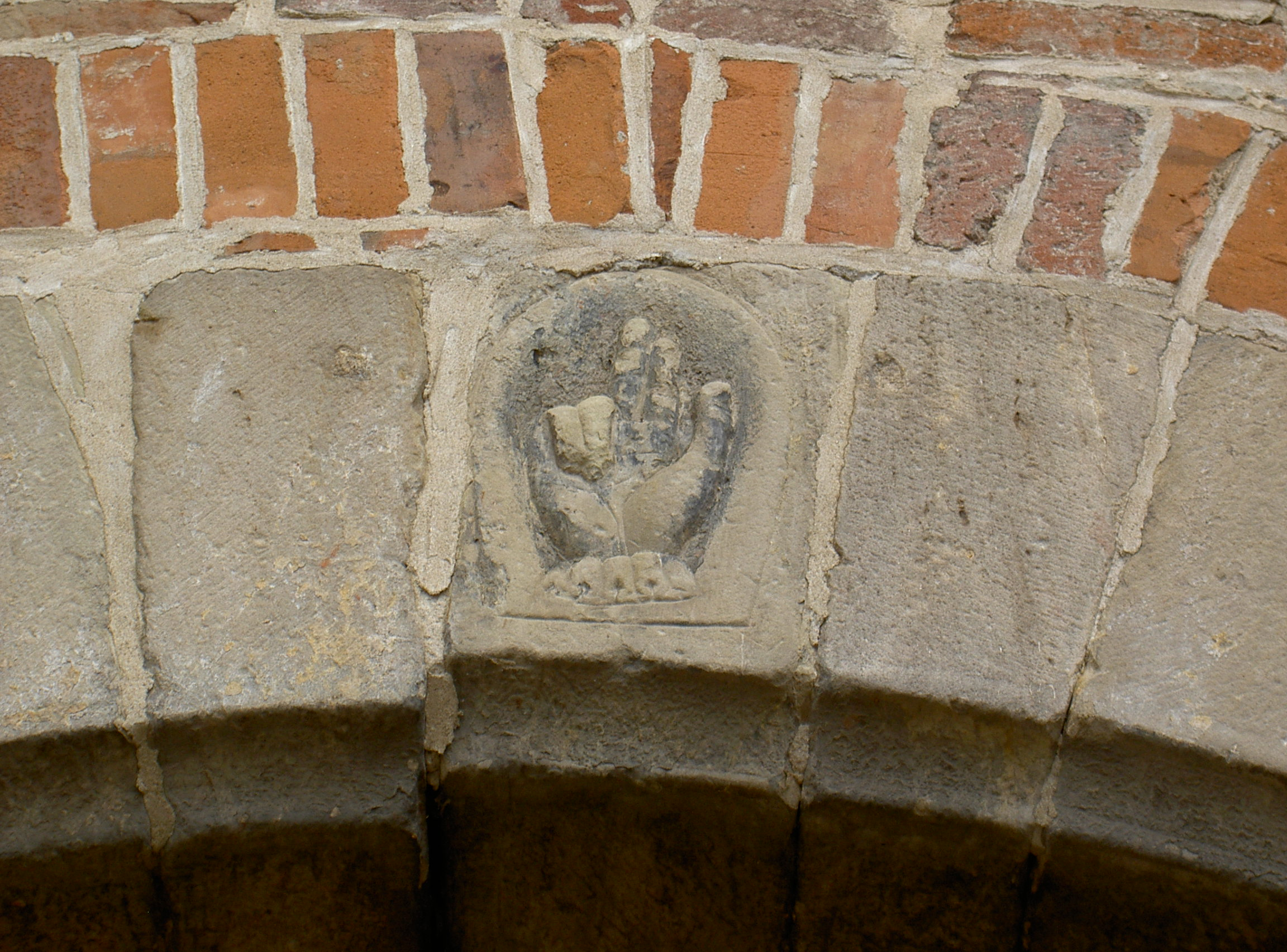
Schwurhand im Torbogen des Torturmes

An der Süd-, Nord- und Westseite im Turm wurde jeweils eine Steintafel vermauert, die eine Schwurhand zeigt. Dies deutet darauf hin, dass die Burg das Privileg der Gerichtsbarkeit hatte. Die Schwurhand an der Südseite wurde bei einer Turmsanierung entdeckt. Die Steintafel weist eine Höhe von ca. 35 cm und eine Breite von 22 cm auf. Beide Steintafeln sind als besonderer Stein mit der Erfassungsnummer 428310208 im Denkmalverzeichnis eingetragen.